# Шаренко, Василий Денисович
Васи́лий Дени́сович Шаре́нко (21 марта 1916 — 30 июля 1944) — лётчик-ас, гвардии капитан, Герой Советского Союза, командир эскадрильи 100-го гвардейского истребительного полка 9-й гвардейской истребительной авиационной дивизии 8-й воздушной армии 4-го Украинского фронта, одержавший 16 воздушных побед (12 индивидуальных и 4 в группе).

## Биография
Родился в 1916 года в селе Куземин (ныне Ахтырский район, Сумская область, Украина) в семье крестьянина. Украинец. Рано осиротел, отец — председатель Куземинского ревкома Денис Шаренко — погиб от рук бандитов. Член ВКП(б) с 1942 года. Окончил 7 классов и школу ФЗУ, работал на Харьковском тракторном заводе, окончил аэроклуб. В декабре 1937 года поступил, а в 1939 году окончил Качинскую военно-авиационную школу. Служил в частях ВВС.
На фронтах Великой Отечественной войны с 20 января 1942 года. Командир эскадрильи 100-го гвардейского истребительного авиационного полка гвардии капитан Шаренко к ноябрю 1943 года совершил 223 боевых вылета, в 51 воздушном бою сбил лично 12 и в группе 4 самолёта противника.
13 апреля 1944 года В. Д. Шаренко присвоено звание Героя Советского Союза (медаль № 1323).
В 1944 году назначен штурманом 9-й гвардейской истребительной авиационной дивизии 8-й воздушной армии 4-го Украинского фронта. 30 июля 1944 года на связном самолёте По-2 полетел на поиски площадки под аэродром в районе междуречья Вислы и Сана. Пролетая над лесным массивом, в котором находилась окруженная группировка противника, был сбит зенитным огнём.
Похоронен в городе Львове на холме Славы.

### Боевые вылеты и одержанные победы
Боевых вылетов всего — более 223. Проведено воздушных боёв — более 51. Одержано воздушных побед — 12 индивидуально и 4 в группе.

### Список известных побед
Список воздушных побед представлен в наградном листе.

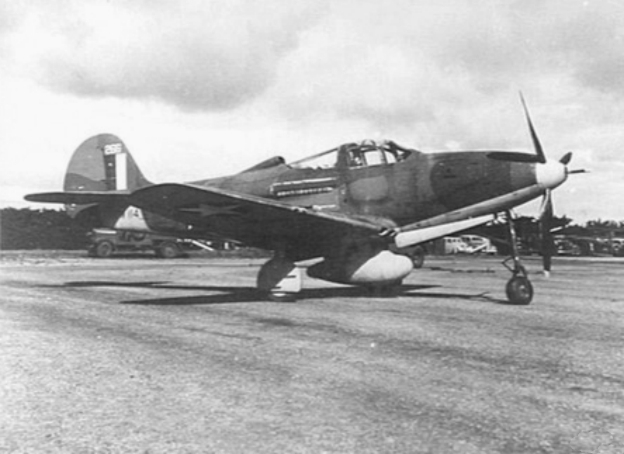
Самолёт Р-39 Аэрокобра

| № пп | Дата          | Сбитый самолёт | Место воздушного боя              | Примечание                             |
| ---- | ------------- | -------------- | --------------------------------- | -------------------------------------- |
| 1    | 29.01.1942 г. | 1 Не-111       | в районе Багерово                 |                                        |
| 2    | 01.05.1942 г. | 1 Bf-109       | в районе Челеби-Эли (аэродром)    |                                        |
| 3    | 12.06.1942 г. | 1 Ju-88        | в районе Балаклава                |                                        |
| 4    | 12.06.1942 г. | 1 Не-111       | в районе Чоргунь                  |                                        |
| 5    | 13.07.1942 г. | 1 Fw-189       | Александровка — Криворожье        | в паре                                 |
| 6    | 18.08.1942 г. | 1 Fw-189       | в районе Алтуд                    |                                        |
| 7    | 26.06.1943 г. | 1 Ju-88        | в районе 7 км сев.-вост. Крымская |                                        |
| 8    | 23.07.1943 г. | 1 Bf-109       | 3 км западнее Киевское            |                                        |
| 9    | 18.08.1943 г. | 1 Do-215       | в районе 5 км севернее Кымская    | в паре с гв. мл. лейтенантом Болотиным |
| 10   | 18.08.1943 г. | 1 Bf-109       | Красный Лиман                     |                                        |
| 11   | 22.08.1943 г. | 1 Ju-88        | Успенская                         | в паре                                 |
| 12   | 30.08.1943 г. | 1 Ju-87        | в районе 2 км западнее Федоровка  |                                        |
| 13   | 30.08.1943 г. | 1 Ju-87        | в районе 3 км восточнее Федоровка |                                        |
| 14   | 08.09.1943 г. | 1 1 Fw-189     | Новоселовка                       |                                        |
| 15   | 10.09.1943 г. | 1 1 Fw-189     | Калиново-Хлебодаровка             | в группе из 3-х самолётов              |
| 16   | 27.09.1943 г. | 1 Ju-87        | восточная окраина Вишневский      |                                        |

## Награды
- Медаль «Золотая Звезда» (13.04.1944)[2];
- орден Ленина (13.04,19434[2];
- орден Красного Знамени (01.02.1943)[3];
- орден Красной Звезды (09.09.1942)[4]
- орден Красной Звезды (07.07.1942)[1].

## Память
- Именем Героя названы школы во Львове и селе Куземин, на них установлены мемориальные доски.
- В городе Ахтырке (Сумская область, Украина) на пересечении улиц Батюка и Ленина создана аллея Героев, где установлен бюст Шаренко[5][6].